# Otočić Samograd
Otočić Samograd är en ö i Kroatien.   Den ligger i länet Šibenik-Knins län, i den södra delen av landet, 240 km söder om huvudstaden Zagreb.
Terrängen på Otočić Samograd är platt. Öns högsta punkt är 17 meter över havet. 